# Linophryne bipennata
Linophryne bipennata är en fiskart som beskrevs av Erik Bertelsen 1982. Linophryne bipennata ingår i släktet Linophryne och familjen Linophrynidae. Inga underarter finns listade i Catalogue of Life.